# Hillsboro Ranches
Hillsboro Ranches è un census-designated place degli Stati Uniti d'America situato nella parte meridionale della Contea di Broward dello Stato della Florida.
Secondo le previsioni del 2010, la città ha una popolazione di 47 abitanti su una superficie di 0,30 km².